# Chiltepec (Sección Banco)
Chiltepec (Sección Banco) es un ejido del municipio de Paraíso ubicado en la subregión de la Chontalpa del estado mexicano de Tabasco.

## Geografía
La localidad se ubica a 11.1 kilómetros (en dirección este) de la localidad de Paraíso, la cabecera y lugar más poblado del municipio. Se sitúa en las coordenadas geográficas 18°25′39″N 93°06′47″O / 18.427500, -93.113056, a una elevación de 7 metros sobre el nivel del mar.

## Demografía
Según el Conteo de Población y Vivienda 2020, efectuado por el Instituto Nacional de Estadística y Geografía, la localidad de Chiltepec (Sección Banco) tiene 1,877 habitantes, de los cuales 950 son del sexo masculino y 927 del sexo femenino. Su tasa de fecundidad es de 2.35 hijos por mujer y tiene 519 viviendas particulares habitadas.
| Gráfica de evolución demográfica de Chiltepec (Sección Banco) entre 1980 y 2020 |
|                                                                                 |
| INEGI.                                                                          |